# Vorname
Der Vorname einer Person ist der Teil des Namens, der nicht die Zugehörigkeit zu einer Familie ausdrückt, sondern individuell identifiziert.
Die Vornamen eines Menschen werden zumeist nach der Geburt von den Eltern bestimmt. In manchen Ländern, so in den deutschsprachigen Ländern, gibt es Reglementierungen, die die Freiheit der Wahl des Vornamens einschränken.
Im Deutschen und in den meisten anderen europäischen Sprachen stehen die Vornamen (als individuelle Namen) vor dem Familiennamen (von regionalen Ausnahmen abgesehen), während beispielsweise im Ungarischen, Vietnamesischen, Chinesischen, Japanischen oder Koreanischen der von den Eltern bestimmte individuelle Name hinter dem Familiennamen steht. Rufname ist der Vorname, unter dem eine Person angesprochen wird.
Im anglo-amerikanischen Sprachraum sind Zwischennamen gebräuchlich, die auch Mittelnamen (middle names) genannt und meistens mit dem Anfangsbuchstaben abgekürzt werden (middle initials). Im Ostfriesischen gibt es gleichfalls Zwischennamen. Im Russischen steht der Patronym oder auch Vatersname zwischen dem Vor- und dem Familiennamen.

## Funktion und Auswahl des Vornamens
Das allgemeinste Motiv zur Vergabe von Vornamen ist wohl die Kennzeichnung. Das Wesen soll als Individuum herausgehoben werden. Hierauf beruht die Unterscheidung von Eigennamen und Appellativa.

„Namen erleichtern also die sprachliche Kommunikation, indem umständliche Charakterisierungen des Einzelwesens, über das gerade gesprochen werden soll, durch kürzere, bequemer zu handhabende sprachliche Zeichen ersetzt werden.“

In vielen Personennamenssystemen dient der Vorname innerhalb einer Familie zur Unterscheidung der Familienmitglieder; im Unterschied zum Familiennamen, der die Zugehörigkeit zu einer Familie ausdrückt.
Die Namensgebung im deutschen Sprachraum ist von germanischen, lateinischen und christlich-religiösen Traditionen bestimmt. So wurden lange bevorzugt die Namen christlicher Heiliger oder Namen biblischer Personen vergeben.
In vielen asiatischen und afrikanischen Kulturen wird ähnlich wie in Süddeutschland oder Ungarn zuerst der Familienname und danach erst der individuelle Eigenname des Familienmitglieds genannt, sodass der Ausdruck „Vorname“ in diesen Namenssystemen nicht eigentlich zutrifft.
In einigen Ländern wird zusammen mit Vornamen und Familiennamen ein Vatersname benutzt, zum Beispiel im Russischen, wo der Vatersname zwischen den beiden Elementen steht. Der Vatersname ist vom Vornamen des Vaters abgeleitet. Als Rufname dient im Russischen oft die Kombination von Vor- und Vatersnamen, zum Beispiel Iwan Wassiljewitsch.
Aus vielen Vornamen haben sich im Lauf der Zeit Familiennamen entwickelt. Andererseits leiten sich manche Vornamen von gebräuchlichen Familiennamen ab. Die wissenschaftliche Disziplin der Namenforschung beschäftigt sich mit der Bedeutung, Herkunft und Verbreitung von Namen.
Die Wahl des Vornamens hängt von der Muttersprache und vom Geschlecht des Kindes ab. Es gibt jedoch eine Anzahl weiterer Einflussfaktoren, zum Beispiel familiäre, nationale oder regionale Traditionen, Gebräuche oder zeitbedingte Vorlieben. Oft wird von den Namensgebern ein Name mit möglichst „passender“ Bedeutung oder Anmutung gewählt, der die Eigenschaften des Kindes, die Wünsche oder Erwartungen des Umfelds oder eine politische oder weltanschauliche Programmatik transportiert. Die Benennung nach bekannten Persönlichkeiten, Idolen, Verwandten oder Vorbildern innerhalb und außerhalb des eigenen Familienkontextes ist häufig. Faktoren wie der Wohlklang (Euphonie) eines Namens oder seine Originalität, mit der sich die Individualität des Namensträgers unterstreichen lässt, spielen ebenfalls eine Rolle, die je nach Kultur und Epoche unterschiedlich stark einwirkt.
In vielen Kulturen war zunächst nur ein einziger Name üblich; allerdings gab es oft einen individuellen Beinamen zur Unterscheidung.

## Bildungsweise von Vornamen
Für Gewöhnlich werden folgende Bildungsweisen von Vornamen unterschieden:
- Vollformen: Namen, die nicht durch Kürzung einer längeren Ursprungsform hervorgegangen sind und die nicht durch Suffixe erweitert wurden
  - Beispiele: Margarete, Irmgard, Stanislaw
- Erweiterung/Weiterbildung: Namen, die durch ein Suffix erweitert wurden (ein offizieller Terminus fehlt); sie gehören dann zu Vollformen, wenn sie als Basis für Kürzungen dienen (Elisabethina > Bettina)
  - Beispiele: Elisabethina, Dorina, Leana
- Doppelvornamen (auch Doppelform oder Kopulativname): Zusammenfügungen aus zwei auch selbstständig vorkommenden Voll- oder Kurznamen
  - Beispiele: Hansjürgen, Karl-Heinz, Annemarie
- Kurzformen: alle Formen der Kürzung von Vollnamen, auch Formen, die mit zusätzlichen Wortbildungsmitteln gebildet werden
  - Eine klare Unterscheidung zwischen Kurz- und Koseformen ist nicht möglich, da die Bildung von Koseformen oft mit der Kürzung des zugrundeliegenden Namens einhergehen und Kurzformen auch ohne Diminutivsuffixe als Koseformen gebraucht und verstanden werden.
  - Beispiele: Gerd, Klaus, Lena
- Koseformen (Hypokoristika): Mit Verkleinerungs- oder Diminutivsuffixen gebildete Namen.
  - Eine klare Unterscheidung zu Kurzformen ist nicht möglich, s. o.
  - Beispiele: Heike, Rudi, Gretel
- Lallformen: expressive Namensformen, die neben einer Verkürzung eine lautliche Umgestaltung erfahren haben; entstanden aus dem Sprechen von Kindern bzw. Erwachsener im kosenden Umgang mit Kindern
  - Lallformen zählen ihrer Funktion nach zu den Koseformen.
  - Beispiele: Lale, Bob
- Kombinationen aus Bruchstücken: Namen die aus willkürlich abgetrennten Buchstabenfolgen zusammengefügt werden
  - Beispiele: Hajo, Inja, Ancla, Helmela

## Vornamen nach Regionen

### Deutscher Sprachraum

#### Historische Entwicklung der Namen

##### Allgemeines
Heutzutage besteht der Gesamtname aus zwei Teilen: Dem individuellen Namensteil, der den Namensträger von den übrigen Familiengliedern unterscheidet (Vorname), und dem überindividuellen Familiennamen. Der individuelle Namensteil kann dabei aus mehreren selbstständigen Vornamen bestehen. Aus der Geschichte sind insbesondere bei Herrschern auch Beinamen bekannt, z. B. Friedrich der Große. Diese wurden den Personen in der Regel von der Mit- oder Nachwelt gegeben. Heute zählen sie als Bestandteil des Namens. Die Möglichkeit, mehrere Vornamen zu vergeben, hat sich erst in jüngerer Zeit herausgebildet. Während der Vorname normalerweise nach intensiven Überlegungen der Eltern vergeben wird, entstehen Kose- und Übernamen oft spontan.
Im Laufe der Zeit trennten sich Namen vom Wortschatz. Immer wieder kam es zu Versuchen, Namen wieder an den bekannten Wortschatz anzuschließen und ihnen so einen neuen Sinn zu geben. Dabei entstanden Volksetymologien. So wird z. B. in Niederdeutschland der Name Reinhardt (ragn „Rat, Entscheidung“ und hard „stark, hart“) im Sinne von „ein reines Herz habend“ („rein“ und niederdeutsch Hart „Herz“) interpretiert.
Die amtliche Eintragung von Vornamen ist juristisch betrachtet ein rein deklaratorischer Akt. Er dokumentiert und fixiert den Gesamtnamen, den diese Person bereits erhalten hat, und macht die Führung dieses Namens für den amtlichen Gebrauch verbindlich.
Im Mittelalter war der Name nach Römischem Recht die Privatangelegenheit der Person, sodass der Namensträger sehr frei in Belangen der Namensänderung war. Heutzutage gelten strengere Richtlinien.
Der genaue Umfang des deutschen Namensbestandes lässt sich nicht bestimmen. Vermutlich gibt es im gesamten deutschen Sprachgebiet unter deutschsprachigen Einwohnern mindestens 12.000 im Schriftbild voneinander abweichende Sprachformen aus 2000 bis 2500 Namensfamilien. Zu unterscheiden sind im Namensbestand einheimische (deutsche) Vornamen und Lehnnamen. Als deutsche Namen gelten solche, die sich auf bezeugte oder erschlossene Vorformen germanischen Ursprungs in frühdeutscher Zeit (ca. 750–1150) zurückführen lassen oder ihnen nachgebildet sind, sowie die im 17./18. Jahrhundert neu geschaffenen Satznamen. Lehnnamen entstammen nicht-germanischen Sprachen und wurden von dort übernommen.

##### Germanische Zeit
Es gibt nur wenig namenkundliche Quellen für germanische Namen. Viele sind nur aus den Schriften römischer und griechischer Geschichtsschreiber und in entstellter Form überliefert. Erst später kam es durch Urkunden, Steuerlisten o. Ä. zu einem reichhaltigen Material. Konkrete Personen in Quellen zu identifizieren ist dadurch erschwert, dass die Schreibweise sich ändert und Vollformen durch verschiedene Koseformen ersetzt werden können.
Wie in vielen anderen Völkern war es auch bei den Germanen üblich, nur einen Namen zu tragen. Bei germanischen Vornamen handelt es sich überwiegend um dithematische Namen, sie bestehen also aus zwei Gliedern (z. B. Gud-run). Dieses Prinzip existierte bereits im Indogermanischen und ist in vielen anderen Sprachen zu finden. Es ist ungeklärt, wie es zu dieser besonderen Art der Namensbildung kam.
Überwiegend Nomina (Substantive und Adjektive) wurden für die Bildung verwendet. Für das Erstglied standen dabei mehr Lexeme zur Verfügung als fürs Zweitglied. Im Erstglied spielt das grammatikalische Geschlecht des Substantivs keine Rolle, jedoch überwiegt die Nutzung bestimmter Erstglieder für bestimmte Geschlechter (z. B. Eber- überwiegend männlich, Swan- überwiegend weiblich). Bei Verbindungen mit einem Substantiv im zweiten Glied, entspricht das Genus des Substantives dem Genus des Namens. Dabei konnten auch Glieder mit schwankendem Geschlecht (z. B. muot, rât) verwendet werden. Bei Verbindungen mit einem Adjektiv im zweiten Glied sind diese lexikalisch verteilt: -bald, -berti, -hart, -hōh, -mar stehen in Männernamen, -flāt, -rūn, -trūd, -swind in Frauennamen. Diese Verteilung besteht überwiegend bis heute. Ergänzend besteht die Möglichkeit, durch Movierung (Ergänzung des Suffixes -a oder -e) einen weiblichen Vornamen von einem männlichen abzuleiten. Diese Art der Namensbildung hat sich bis heute erhalten und wurde um das Movierungssuffix -in- (vgl. Wilhelm-in-e) erweitert. Auch bereits weibliche Namen können um solche femininen Endungen erweitert werden. Für das Erstglied standen mehr Lexeme zur Verfügung.
Die beiden Glieder waren bis ins 4. Jahrhundert aufeinander abgestimmt, erst danach erfolgte die Zusammensetzung mechanisch, sodass ihre Übersetzungen bedeutungsneutral nebeneinanderstehen. Aus den überlieferten Namen lässt sich schließen, dass stabreimende (z. B. *Gund-ger) oder endreimende Kombinationen (z. B. *Rāt-flāt) vermieden wurden, sowie dass Namenwörter mit vokalischem Anlaut nur als Erstglied verwendet wurden.
Inhaltlich stammten die Namenwörter aus folgenden Bereichen:
- kriegerische Tugenden
- Kampf und Ruhm
- (Grund-)Besitz
- Herrschaft und Schutz,
- Dienst und (Kriegs-)Gefolgschaft
- Abstammung und Herkunft
- Kult und Mythologie

Die Tierbezeichnungen, die auffallend häufig vertreten sind, hängen wahrscheinlich mit den mythologischen Vorstellungen der Germanen zusammen. Sie beziehen sich auf die Eigenschaften, die dem betreffenden Tier in der Mythologie oder Realität zugeschrieben wurden. Dadurch rücken sie in die Nähe von Bezeichnungen für kriegerische Tugenden.
Die Deutung der zweigliedrigen Namen galt lange als umstritten. Heute überwiegt die Überzeugung, dass sie nicht als in sich geschlossene Zusammensetzung wie der Bildung von Appellativa interpretiert werden dürfen, da sie als solche nicht vorkamen. So sind historische Vorformen von Namen wie Friedrich nicht mit „Friedensherrscher“ zu übersetzen. Zudem lassen viele Kombinationen sich nicht zwanglos zu einer appellativischen Zusammensetzung auflösen (z. B. Hildegund „Kampf“ + „Kampf“). Versuche, eine sinnvolle Deutung aus beiden Elementen zu benennen, verbieten sich auch deshalb, weil in germanischer Zeit nachweislich die Motive der Namensgebung von anderen Grundsätzen als sprachlicher Motiviertheit überlagert bzw. abgelöst wurden. Möglicherweise entstehen die Schwierigkeiten auch dadurch, dass heute nicht sauber zwischen ursprünglichen, primären und jüngeren, sekundären Namensbildungen unterschieden werden kann. Letztere folgen einem anderen Namengebungsprinzip, nämlich der Familienbindung Ausdruck im Namen zu geben.
Eine entscheidende Neuerung in der Motivation der Namengebung waren die Nachbenennung und andere Verfahren, die familiäre Bindung im Namen zu verdeutlichen. So wurden z. B. aus den Elementen der Elternnamen neue Namen für die Kinder gebildet (Hildebrand und Gertrud wurden zu u. a. Hildger, Trudhild), oder ein Namenselement wurde beibehalten, während das andere ersetzt wurde (Heribrant – Hiltibrant – Hadubrant; Theuderich – Theudebert). Dabei trat die wörtliche Bedeutung der Elemente notwendigerweise in den Hintergrund. Auch die Bildung von Kurzformen weist auf ein stärkeres Zurücktreten der inhaltlichen Seite der Namenswörter und ihrer Kombinationen.
Germanische Kurzformen lassen sich in zwei Formen unterteilen: Ein- und zweistämmige Kurzformen. Bei einstämmigen Kurzformen wird eines der beiden Namenglieder vollständig entfernt (z. B. Wolfgang > Wolf, Bernger > Bern). Dabei fällt häufiger das un- bzw. schwachbetonte zweite Glied aus als das starkbetonte erste. Die losgelösten Stämme können durch geschlechtsspezifische Endungen (-o für Männer, -a für Frauen) ergänzt werden (z. B. Berno, Hilda). Teilweise kommt es zu einer Verschärfung des letzten Konsonanten (z. B. Eppo von Eber-, Otto von Od-). Im Zuge der Lautentwicklung wurde das auslautende O und A zu E abgeschwächt, dieses wurde häufig abgestoßen. Unter Einfluss der lateinischen Urkundensprache und dem Bedürfnis nach deutlicher Kennzeichnung des Geschlechts wurden Namensformen wie Hilda oder Otto wieder hergestellt. Zweistämmige Kurzformen enthalten Teile beider Namensglieder. Dabei wird das zweite Glied in der Regel bis auf den anlautenden Konsonanten gekürzt. Das erste Glied kann vollständig erhalten bleiben (z. B. Tietmar > Thiemo, Gertrud > Gerta). Diese Formen führen stets eine maskuline oder feminine Endung. Nur in wenigen Fällen lässt sich die zugrunde liegende Vollform eindeutig aus der Kurzform erschließen. Bei Kontraktionen (z. B. Bernhard > Bernd) handelt es sich um unechte Kurzformen. Vor dem 13./14. Jahrhundert finden sie sich nur selten in schriftlichen Quellen.
Als besondere Form der Kürzungen existieren sogenannte Lallnamen (z. B. Mammo, Atto). Vermutlich entstanden sie im Kindermund. Durch die starke lautliche Reduzierung und Umgestaltung sind die Ausgangsformen kaum rekonstruierbar.
Daneben existieren Namensformen, die eine Kürzung und gleichzeitig Erweiterung dieser Kürzung um ein Suffix beinhalten. Dabei treten vor allem 5 Elemente auf: -i (z. B. Egi, Hildi), -in (z. B. Triutīn, Foldīn), – z (bzw. -zo, -za; z. B. Frithizo (Fritz), Imiza), -l (bzw. -lo, -la; z. B. Adila, Odilo) und -k (bzw. -ko; z. B. Adiko, Sibiko). Die I-Formen sind insbesondere seit der zweiten Hälfte des 13. Jahrhunderts im Alemannischen sehr zahlreich. Im Neuhochdeutschen breitete sich die Endung über das gesamte deutsche Sprachgebiet aus. Die von -ko abgeschwächte Form -ke findet sich als Endung heute in vielen niederdeutschen Namensformen, die für beide Geschlechter gebraucht werden können.
Die Variantenvielfalt der dithematischen Vollformen weisen darauf hin, dass es einen Unterschied zwischen Namengebung und Namengebrauch gab. Es ist davon auszugehen, dass Neugeborene zunächst eine Vollform als Namen erhielten. Kurz- und Koseformen bildeten sich erst im Umgang mit dem Namensträger heraus. Es ist ungewiss, wann man dazu überging, die Vollform schon bei der Namengebung durch andere Formen zu ersetzen.
Neben den dithematischen Rufnamen gab es auch monothematische wie Rufnamen, die teilweise auf Völkernamen oder alte Partizipialbildungen zurückgingen (z. B. Karl, Franko und Wigant). Vermutlich handelt es sich dabei im Ursprung um Beinamen, die die Namensträger erst im Laufe ihres Lebens erhielten, nicht jedoch nach der Geburt. Dem entgegen geht C. J. Hutter davon aus, dass die eingliedrigen Personennamen die größte und älteste Schicht germanischer Namen bilden und die dithematischen Namen als indoeuropäisches Erbe zu relativieren sind.

##### Mittelalter
Im Mittelalter bildeten sich zwei Tendenzen in der Entwicklung germanisch-deutscher Rufnamen heraus: Zum einen gab es eine Konzentration auf eine beschränkte Anzahl von Namengliedern und deren Kombination, wodurch bestimmte Namen besonders häufig vorkamen (z. B. Adelheid, Heinrich). Zum anderen kam es zu einer lautlichen Umgestaltung der Namen im mundartlichen Gebrauch.
Die Konzentration auf bestimmte Namen führte dazu, dass bis zum 12. Jahrhundert die einstige Vielfalt verlorenging. Durch die Popularität weniger Namen kam es zur Entwicklung der Zweinamigkeit, Ruf- und Beinamen. Unter den populären Namen fanden sich viele dynastische Vorbilder (Herrscher und ihre Ehefrauen). Dies lässt darauf schließen, dass die Namenswahl sich auf die Spitze der mittelalterlichen Gesellschaftspyramide ausrichtete.
Die lautliche Umgestaltung der Namen geschah durch Lautveränderung, Reduktion, Assimilation und Dissimilation. Sie betrifft vor allem die zweiten Namensglieder und trug zur Verdunkelung der etymologischen Bedeutung bei. Hinzu kommt, dass Kurz- und Koseformen vermehrt genutzt wurden. Diese wurden hauptsächlich zu den bevorzugten Namen gebildet (z. B. Dietrich: Dieto, Diddo, Dietz, Thiede, Tiedge, Thilo, Dirk, Derek, Tjark etc.). Insgesamt entsteht der Eindruck eines begrenzten Namensrepertoires mit umfänglicher Variantenbildung (vgl. Hinz und Kunz).
Durch Versuche, den sprachlich unmotivierten Lautgebilden wieder einen Sinn zu geben, entstanden gelegentlich volksetymologische Deutungen und neue Namensglieder. Beispielsweise entstand der Name Reinhold aus Reinbald/Reinwald, indem die Elemente -bald und -wald zu -old zusammenfielen und an das Adjektiv hold angelehnt wurden.
Die Christianisierung wirkte sich zunächst wenig auf die Personennamen aus. Es entstanden einzelne neue Namen (z. B. Gotesscalch „Gottesknecht“) und ab dem 9. Jahrhundert wurden einzelne biblische Namen primär aus dem Alten Testament übernommen (z. B. Adam, Judith, David). Diese blieben jedoch sehr selten und wurden vorwiegend von Geistlichen, Mönchen und Nonnen getragen.
Ab der zweiten Hälfte des 12. Jahrhunderts zeigt sich ein tiefgreifender Wandel: Immer mehr biblische, vor allem neutestamentliche, und Heiligennamen wurden vergeben. In Deutschland wurde der Trend aus Norditalien und Südfrankreich zunächst am Rhein übernommen. Von dort aus breitete er sich in Richtung Osten und später auch nach Norden aus. Der Wandel wurde vom städtischen Bürgertum eingeführt und vorangetrieben. Allmählich schloss sich auch die Landbevölkerung an. Hoher Klerus und Adel hielten sich zunächst zurück.
Dieser Wandel in der Namensmode zeigt die Zuwendung zu einem neuen Motiv in der Namengebung: Die Nachbenennung nach geheiligten Gestalten, die den Täufling schützen soll. Sie folgt einem Wandel in der Ausübung der Frömmigkeit: der Entfaltung des Heiligen- und Reliquienkults. Da nur wenige Heilige germanisch-deutsche Namen trugen, erweiterte sich der Namensbestand immer weiter um Namen aus anderen Sprachbereichen, bis diese das einheimische Namensrepertoire verdrängten. Der Namensbestand änderte sich grundlegend. An einigen Orten erreichte der Anteil ausländischer Namen 90 % und mehr.
Trotz intensiver Marienverehrung wurde dieser Name zunächst gemieden. Erst ab dem 16. Jahrhundert wurde er gehäuft vergeben und wurde zu einem der häufigsten Frauennamen.
Wie die germanischen Namen wurden auch die ausländischen Namen umgestaltet (z. B. Matthias > Matz, Johannes > Hans), wodurch sie ihren fremdartigen Charakter rasch verloren und als deutsch empfunden wurden. Neben allgemein populären biblischen- und Heiligennamen (insb. Hans), prägten Landes-, Diözesan-, Stadt- oder Kirchenpatrone die Namengebung in bestimmten Regionen (z. B. Wenzel in Böhmen, Quirin um Neuss und in der Oberpfalz, Kilian in Mainfranken).
Zum Statuswandel des Personennamens kam es ab dem 12. Jahrhundert mit dem Aufkommen der Familiennamen. In einem langwierigen Prozess entwickelte sich die Zweigliedrigkeit des Gesamtnamens. Dies führte zu einem Rückgang der Traditionen in der Namengebung, die familiäre Beziehungen im Vornamen zum Ausdruck brachten, weil der Familienname diese Zusammengehörigkeit besser herausstellte. Nun begegneten auch erstmals mehrere Vornamen eines Namensträgers, zunächst vermehrt im Adel im Süden und Südwesten Deutschlands. Ab etwa 1500 breitet sich diese Neuerung auch bei den Bürgern der Städte dieser Regionen an.

##### Renaissance und Reformation
Mit der Renaissance fanden unter dem Einfluss des Humanismus griechische und lateinische Namen aus der Antike Eingang in die deutsche Namenwelt (z. B. Hektor, Cornelia). In Dresden ist der Name „Hannibals de Carthago Wittib“ (1617) belegt. Durch ihr Interesse an der germanischen Geschichte trugen sie Außerdem dazu bei, dass germanische Namen wieder häufiger vergeben wurden (z. B. Hildebrand, Reinhold). Hohenzollernfürsten hießen zu dieser Zeit Albrecht Achilles, Albrecht Alcibiades, Johann Cicero. Eingeführt wurden die Namen vor allem vom Bildungsbürgertum und Adel. Obwohl manche auf diese Kreise beschränkt blieben und auch dort schnell in Vergessenheit gerieten, breiteten sich andere bald weiter aus. Insbesondere die in Fürstenhäusern vorkommenden Namen Julius, Augustus und Maximilian erfreuten sich großer Beliebtheit. Vom 15. bis ins 17. Jahrhundert wurden viele Namen latinisiert bzw. gräzisiert (z. B. Henricus, Martinus) oder vermeintlich in die klassischen Sprachen „übersetzt“ (z. B. Justus für Jost). Anders als die latinisierten bzw. gräzisierten Nachnamen haben sich die so veränderten Vornamen nicht bis in die heutige Zeit erhalten und wurden vermutlich im mündlichen Umgang kaum verwendet.
Die Reformation führte zu einem allgemeinen Rückgang im Gebrauch von Heiligennamen. Evangelische Familien nutzten überwiegend biblische, vor allem alttestamentliche Namen (z. B. Abraham, Benjamin, Rebekka, Martha). Insbesondere die Calvinisten legten Wert darauf, dass nach Möglichkeit nur biblische Rufnamen gewählt wurden. Alternativ nutzte man altdeutsche Namen, wie unter anderem das „Namen-Büchlein“ (wohl von Johannes Carion verfasst, jedoch Martin Luther zugeschrieben) propagiert. „Im großen und ganzen bereitete der Protestantismus eine Rückkehr zu germanischen Namen vor.“
Die Katholiken setzten sich weiterhin für den Gebrauch von Heiligennamen ein, so z. B. der 1566 erstmals herausgegebene Catechismus Romanus. Eine ebensolche Empfehlung findet sich im 1614 erschienenen Rituale Romanum. Georg Witzels „Onomasticon Ecclesiae“ weist sowohl alttestamentliche als auch deutsche Rufnamen (auch im Deutschen entstandene Varianten christlicher Namen wie Hans) ab. Das Konzil von Trient spricht sich ebenfalls gegen „heidnische“ Rufnamen aus. Bestimmte Namen entwickelten sich dadurch zu ausgesprochen katholischen Vornamen (z. B. Ignaz/Ignatius, Xaver, Franz, Maria).
Durch die religiöse Spaltung kam es zu einer Differenzierung in der Namengebung, die lange Zeit die Vornamengeographie im deutschen Sprachgebiet prägte und teilweise noch heute erhalten ist. Auch hinsichtlich der Beurkundung zeigten sich konfessionelle Unterschiede. Während in katholischen Kirchenbüchern die volle, unveränderte Namensform eingetragen wurde, bis in die 1930er Jahre hinein sogar noch in lateinischer Form, nutzten evangelische Gemeinden zunehmend Varianten aller Art. Dadurch ist vermutlich die Rückbindung an die vollen Namensformen in katholischen Gegenden stärker im Bewusstsein des Sprechers verankert.
Ab dem 16. Jahrhundert kam die Tradition auf, Kinder nach ihren Paten zu benennen. Wie schon bei den Heiligennamen wurde damit den Eltern die Entscheidungsfreiheit weitgehend entzogen. Diese Art der Namensvergabe begünstigte die Vergabe von mehreren Vornamen. Außerdem verstärke sie die Anhäufung der beliebten Vornamen.
Zu Beginn des 17. Jahrhunderts überwogen in Mittel- und Norddeutschland noch einfache Vornamen, danach werden zwei oder mehr Vornamen in diesen Gegenden zur Regel. Dafür werden verschiedene Gründe angeführt. Einerseits soll das Selbstwertgefühl der sozial höher Stehenden darin zum Ausdruck kommen (Nachahmung der langen Vornamenreihen im Adel), andererseits machte die Konzentration auf wiederkehrende Vornamen einen individuellen Zweitnamen zur Unterscheidung nötig. Auch die oben benannten religiösen Gründe für die Namenswahl spielten eine Rolle.

##### 17. und 18. Jahrhundert
Im 17. und 18. Jahrhundert nahm die Vergabe movierter Mädchennamen deutlich zu (z. B. Jakobea/Jakoba, Wilhelmine). Dies hängt wahrscheinlich damit zusammen, dass die Namen männlicher Paten ans Geschlecht des Kindes angeglichen wurden.
Darüber hinaus wurden im 17. Jahrhundert in Deutschland mehrere Sprachgesellschaften gegründet. Ihr Ziel war es, die deutsche Bildungs- und Literatursprache auf das Niveau der französischen und lateinischen Sprache ihrer Zeit zu heben. Sie wollten eine einheitliche, geschmeidige nationale Schriftsprache entwickeln. Dabei richteten sie sich auch gegen die „Überfremdung“ der deutschen Sprache, die während des Dreißigjährigen Krieges stark zugenommen hatte. Diese Bestrebungen richteten sich auch gegen Vornamen ausländischer Herkunft und es gab Vorschläge zur Vermehrung des deutschstämmigen Sprachbestandes. Dabei wurden beispielsweise durch Philipp von Zesen klassische Namen ins Deutsche übersetzt (z. B. Dorothea > Himmelshulde, Flora > Bluhmine). Außerdem bildete er neue deutsche Namen (z. B. Deutschlieb, Klugemunde). Diese künstliche Namenbildung fand jedoch keinen Anklang. Jedoch erfreuten sich andere hauptsächlich in pietistischen Kreisen aufkommende Neuschöpfungen großer Popularität. Bei einigen davon handelte es sich um Wunsch- oder Aufforderungsnamen, die aus zeitgenössischem Wortmaterial neu gebildet wurden (z. B. Thurecht, Gottlob). Andere entstanden durch Übersetzungen (z. B. Adam > Erdmann, Timotheus > Fürchtegott, Ehregott), wieder andere durch die Umgestaltung oder Neuinterpretation älterer Namen (z. B. Frodemut > Frohmut, Liebrecht > Leberecht). Obwohl die wörtliche Bedeutung mit dem Akt der Namensgebung verloren geht, handelt es sich – anders als bei germanischen Namen – größtenteils um Satznamen oder verkürzte Sätze als interpretierbare Zusammensetzung (z. B. „Fürchte Gott!“, „Sei frohen Mutes!“). Sie dienten als Ermahnung zum angemessenen christlichen Lebensstil oder standen als Geleitworte schützend über dem Leben des Namensträgers. Theoretisch sind diese Satznamen für beide Geschlechter vergebbar. Abgesehen von gelegentlichen Movierungen (z. B. Gottliebe, Frohmute), wurden sie jedoch überwiegend an Männer vergeben.
Seit der Regierungszeit von Ludwig XIV. setzten sich französische Namen insbesondere für Mädchen durch (z. B. Charlotte, Louis). Begünstigt wurde diese Entwicklung dadurch, dass an Fürstenhöfen und im gehobenen Bürgertum Französisch bis ins 18. Jahrhundert hinein als Sprache der gesellschaftlichen Konversation galt. Viele deutsche Namen wurden im Alltag französisiert, so wurde beispielsweise Friedrich Ludwig Christian von Preußen stets Louis genannt. Auch Schorsch als Spitzname für Georg lässt sich auf den französischen George zurückführen.
Auch weitere ausländische Namen verbreiteten sich, z. B. durch die Schäferpoesie (z. B. Doris, Philine). Außerdem kam es zur ersten Welle von Worten, die aus dem Englischen entlehnt wurden. Sie wurde durch die wirkung englischer Aufklärer, Philosophen, Essayisten, Dichter, Dramatiker und Romanciers hervorgerufen und die Shakespeare-Begeisterung unterstützt. So kam es zu englischen Einflüssen in der Namensgebung (z. B. Arthur, Betty).

##### 19. Jahrhundert
Zu Beginn des 19. Jahrhunderts kam es erneut zu Versuchen, neue deutsche Namen einzuführen (z. B. Blumine, Anmutin, Freimut). Diese fanden jedoch wenig Anklang.
Des Weiteren wurde der Namensbestand um slawische (z. B. Olga, Ludmilla) und nordische (z. B. Knut, Gustav) Namen erweitert. Zum Ende des Jahrhunderts hin zeigt sich die Tendenz, Jungen kürzere Namen zu geben (z. B. Klaus, Horst).
Mit der Einführung von Standesämtern und dem Bürgerlichen Gesetzbuch im letzten Drittel des 19. Jahrhunderts entstand ein neues Namensrecht. Der Staat übernahm die vollständige Registrierung und administrative Kontrolle aller Bürger. Dabei stellte er bestimmte Normen auf, so durfte ein Name nicht in beliebiger Form eingetragen und nicht willkürlich verändert werden. Da die Ämter jedoch kein Interesse an der Motivation der Namensgeber hatten, wurde die Namenswahl völlig den Eltern überlassen.

##### 20. Jahrhundert und Gegenwart
Etwa seit Ende des Ersten Weltkrieges kam es zu einer Vorliebe für Namenskopplungen (z. B. Karl-Heinz, Annemarie). Dabei herrschte bei Mädchennamen die Zusammenschreibung, bei Jungennamen die Schreibung mit Bindestrich vor.
Sie ging anscheinend von der Mittel- und Oberschicht in den evangelischen Städten Mittel- und Norddeutschlands aus. Ihren ersten Höhepunkt erreichte sie in den 1920er und 1930er Jahren, einen zweiten in den 1950er Jahren. Danach gerieten diese Namensbildungen außer Mode.
Das Nationalbewusstsein der Deutschen erstarkte bereits nach der Reichsgründung 1871. Gepaart mit der Situation nach dem Ersten Weltkrieg fand sich ein geistiges Klima, in dem die Bemührungen des Allgemeinen Deutschen Sprachvereins um die „Reinigung“ der deutschen Sprache Widerhall fanden. Namen germanischen Ursprungs gewannen wieder an Beliebtheit (z. B. Dieter, Helmut). Diese Tendenz setzte sich auch in den 1930er Jahren fort. Der Germanenkult des Nazi-Regimes hinterließ keine merklichen Einschnitte in der Namensgebung, obwohl ein Volkserlass vom 14. April 1937 festlegt: „Die Kinder deutscher Volksgenossen sollen nur deutsche Vornamen erhalten.“ Diese Richtlinien wurden jedoch nicht rigoros angewandt, lediglich die Einführung neuer, bisher ungebräuchlicher Namen aus dem Ausland wurde erschwert. „Deutsche Vornamen“ meinte alle in Deutschland fest eingebürgerten Vornamen unabhängig von ihrer etymologischen Herkunft.
Am 17. August 1938 erließen die Nationalsozialisten die Zweite Verordnung zur Durchführung des Gesetzes über die Änderung von Familien und Vornamen. Diese legte fest, dass Juden künftig nur bestimmte von der Regierung als jüdisch eingestufte Namen vergeben durften. Juden, die keinen dieser Namen trugen, mussten ab dem 1. Januar 1939 als zweiten Vornamen Israel bzw. Sara tragen. Einen Tag später wiederholte ein Runderlass des Reichsministers diese Forderung. Gleichzeitig bekamen nichtjüdische Personen, die einen jüdischen Vornamen trugen, die Möglichkeit zur Namensänderung.
Gegen Ende des Zweiten Weltkriegs bahnte sich eine Entwicklung in der Namengebung an, die bis heute andauert: Christliche und antike Namen hebräischen, griechischen und lateinischen Ursprungs wurden belebt (z. B. Michael, Andreas, Sabine). In Wellen kommen neue Namen aus diesem Umkreis hinzu (z. B. Julia, Katharina, Niklas, Emilia, Elias). Zwischendurch kam es zu einer niederdeutsch-nordischen Welle (z. B. Sven, Heiko). Ausgerechnet zur Zeit des Kalten Krieges waren in Westdeutschland russische Namen beliebt (z. B. Tanja, Natascha, Sascha), zudem nahm die Popularität französischer Namen zu (z. B. Nicole, René, Michelle). Italienische Vornamen waren anfangs primär in der DDR beliebt (z. B. Silvio, Enrico), heute kommen sie im ganzen deutschen Sprachgebiet vor (z. B. Mario, Luca, Chiara).
Nach 1945 zeigte sich in Westdeutschland ein starker angloamerikanischer Einfluss im Wortschatz. Die Namensgebung erreichte er erst mit Verzögerung (z. B. Patrick, Dennis, Jennifer, Vanessa; in der DDR vor allem Mandy, Ronny, Peggy, Brian).
Drei weitere Wandel in der Namensmode zeigten sich:
- Variation einiger besonders bevorzugter Namen in verschiedenen Varianten, insbesondere bei Mädchennamen
  - Beispiel: Christine, Christina, Christiane, Kristin, Kerstin, Kirsten
- gleiche Beliebtheit zusammengehöriger Jungen- und Mädchennamen
  - Beispiele: Andreas – Andrea, Leon – Leonie
- Wiederaufnahme älterer Namen in modernisierter Form
  - Beispiele: Erik (statt Erich), Dirk (statt Dietrich)

Trotz vieler Gemeinsamkeiten zeigte sich insbesondere nach dem Mauerbau ein Unterschied in der Namensmode von West- und Ostdeutschland (z. B. Westdeutschland: Anja, Christine, Stefan; DDR: Annett, Katrin, René).
Heute besteht im Allgemeinen die Neigung, nur einen Vornamen zu vergeben, insbesondere in Norddeutschland. Beim Namensbestand werden die regionalen Unterschiede immer weiter abgebaut. In den Großstädten stimmen die Hitlisten ihrem Bestand nach weitgehend überein. Aus den Städten breiten sich die als modern empfundenen Namen aufs Land aus. Traditionsverhaftete, regionale Namen verschwinden, ebenso wie die Besonderheiten, die sich aus der konfessionellen Zusammensetzung der Bevölkerung ergaben.
Eine ausgeprägte ständische Schichtung gab es im Deutschen in der Namensgebung nie.
Die Häufigkeit der beliebtesten Namen hat stark nachgelassen. Gab es Zeiten, in denen 50 % der Männer eines Ortes den Namen Johannes trugen, sanken diese Werte nach dem Zweiten Weltkrieg auf 10 %, mittlerweile liegen sie bei weniger als 2 %.
Wie Namensmoden entstehen und welche gesellschaftlichen Gruppen für sie verantwortlich sind, lässt sich zurzeit nicht beantworten. Dass aus Film, Funk, Fernsehen und Presse bekannte Prominente und Idole die Namengebung nachhaltig beeinflussen, lässt sich entkräften. Wiederholt zeigt sich jedoch ein Schneeballeffekt, der die Popularität von Namen immer weiter antreibt. Zudem scheint sich die Namensmode vom Norden in den Süden auszubreiten.
Für den Zeitraum von 1894 bis 1994 lassen sich im Namensbestand folgende Änderungen feststellen:
- Säkularisierung der Vornamen: 1894 gingen 69 % der Vornamen auf einen christlichen Ursprung zurück, im Jahr 1994 waren es nur noch 28 %.
- Loslösung Familientradition: Der Anteil der Namen, die von den Eltern an die Kinder weitergegeben wurden, nahm stark ab.
- Individualisierung: Die Häufigkeit der beliebtesten Vornamen sinkt.
- Globalität: Im Jahr 1894 stammten nur 23 % der Vornamen nicht aus dem christlichen oder deutschen Kulturkreis, im Jahr 1994 waren es über 65 %.
- Schichtspezifische Differenzen: Neue Vornamen werden in der Regel von den oberen Schichten eingeführt und breiten sich dann in die unteren Schichten aus.

In den Jahren seit 2010 hat sich der Trend zu wohlklingenden, weichen und „sanften“ Vornamen verstärkt. Die häufigsten Initialen sind dabei L und M, die gemeinsam fast 30 % ausmachen (Stand: 2023).

#### Österreich

##### Rechtliche Situation
In Österreich darf eine Person mehrere Vornamen tragen. Für die Namenswahl gelten folgende Einschränkungen:
- Nicht als Vorname gebräuchliche Bezeichnungen dürfen nicht verwendet werden.
- Bezeichnungen, die dem Wohl des Kindes abträglich sind, sind ebenfalls verboten.
- Zumindest der erste Vorname muss dem Geschlecht des Kindes entsprechen (§ 13 Personenstandsgesetz 2013).[66]

Zur Wahl des Vornamens eines Kindes sind dessen Eltern berechtigt, bei unehelicher Geburt ist es das Recht der Mutter. Beim zuständigen Standesamt muss dafür schriftlich die Erklärung des Vornamens eingereicht werden; sie ist Voraussetzung für die Ausstellung der Geburtsurkunde. Wird die Erklärung nicht gleich bei der Anzeige der Geburt abgegeben, muss sie spätestens innerhalb eines Monats nach der Geburt beim Standesamt erfolgen. Können sich die Eltern eines ehelich geborenen Kindes nicht auf den oder die Vornamen einigen, oder geben sie unzulässige oder gar keinen Vornamen an, wird das Pflegschaftsgericht verständigt.

##### Häufigkeit
Im Jahr 2010 wurden Neugeborenen unter den österreichischen Staatsangehörigen am häufigsten die Vornamen Anna und Lukas gegeben. Lukas ist dabei bereits seit 1996 der häufigste Name.

#### Deutschschweiz

##### Rechtliche Situation
Nach Schweizer Namensrecht gibt es Vornamen wie Andrea, die das Geschlecht nicht eindeutig bestimmen, da sie z. B. in verschiedenen Landessprachen verschiedenen Geschlechtern zugeordnet werden: Im Italienischen ist Andrea traditionell ein Männername, im Deutschen dagegen ein Frauenname. Solche Vornamen müssen mit einem anderen, eindeutig männlichen oder weiblichen Vornamen kombiniert werden (Andrea Luigi, Andrea Franziska), oder man muss ausweichen auf eine eindeutig das Geschlecht bezeichnende Namensvariante (Andreas, Andre, André für Knaben bzw. Andrée, Andreina, Andrina, Andrietta für Mädchen). Weitere Beispiele solcher Namen sind Dominique (im Französischen sowohl männlich als auch weiblich), Gabriele (im Italienischen männlich, im Deutschen weiblich) oder Sascha (aus dem Russischen, in der Herkunftssprache eine Koseform sowohl von Alexander als auch von Alexandra).

##### Häufigkeit
Wie in anderen Teilen des deutschen Sprachraums, so sind auch in der Deutschschweiz einige Vornamen üblich, die im übrigen deutschen Sprachraum so gut wie nicht vorkommen. Dazu gehören Beat (in Deutschland ist die weibliche Variante Beate bekannt), Reto, Urs und Regula oder Solange (franz. ausgesprochen).

##### Schweiz
Im Jahr 2020 wurden in der Schweiz die Vornamen Mia bei den Mädchen und Noah bei den Knaben am häufigsten vergeben. Per 31. Dezember 2022 war der weibliche Vorname Maria der häufigste Vorname in der Schweiz unter der ständigen Wohnbevölkerung, gefolgt vom männlichen Vorname Daniel.

### Griechenland
In Griechenland werden zumeist christliche, seltener antike Vornamen vergeben. Traditionell wurde bei der ersten Tochter immer der Vorname der Großmutter väterlicherseits und beim ersten Sohn der Vorname des Großvaters väterlicherseits vergeben. Entsprechend bei den zweiten Kindern die Namen der Großeltern mütterlicherseits. Modenamen sind eher selten und ein Phänomen der letzten Jahre (auch hier oft antike Namen wie Iason (Jason) oder Danae, aber kaum je solche aus dem angelsächsischen Raum).
Während hier mehrere Vornamen unüblich sind, wird der Vorname des Vaters (in der Genitivform) als Mittelname geführt und auch in Identitätspapieren angegeben.

### Italien
In Italien sind aufgrund des hohen Bevölkerungsanteils von Katholiken viele Vornamen an den Namen von Heiligen und der Jungfrau Maria orientiert. Die zehn beliebtesten Namen für Neugeborene im Jahr 2007 waren 
- bei Mädchen Giulia, Sofia, Martina, Sara, Chiara, Aurora, Giorgia, Alessia, Francesca, Alice, und
- bei Jungen Alessandro, Andrea, Matteo, Lorenzo, Gabriele, Mattia, Luca, Davide und Riccardo.[71]

In einigen italienischen Regionen ist es Tradition, den ersten Sohn nach dem Großvater väterlicherseits, den zweiten Sohn nach dem Großvater mütterlicherseits, die erste Tochter nach der Großmutter väterlicherseits und die zweite Tochter nach der Großmutter mütterlicherseits zu benennen. Dies führt zu einer starken Verbreitung traditioneller Vornamen.
Siehe auch: Italienische Personennamen germanischer Wurzel.

### Polen
In Polen werden die einem neugeborenen Kind vergebenen Vornamen gemäß dem Gesetz über Standesakten (pln. Prawo o aktach stanu cywilnego) gesetzlich wie folgt eingeschränkt:
- Es dürfen nicht mehr als zwei Vornamen vergeben werden.
- Der Vorname oder die Vornamen dürfen nicht grotesk oder derb sein.
- Kurz- und Koseformen sind keine zulässigen Vornamen.
- Der Vorname oder die Vornamen müssen eindeutig einem Geschlecht (m/w) zugeordnet werden können.

Bis sechs Monate nach der Geburt des Kindes darf der Vorname bzw. dürfen die Vornamen durch die Eltern auf standesrechtlichem Weg nachträglich geändert werden. Sollte kein Elternteil innerhalb der Frist von 14 Tagen nach der Geburt den oder die Vornamen für das Kind bestimmt haben, hat der Standesbeamte über den Vornamen zu entscheiden und einen in Polen üblichen Vornamen seiner Wahl einzutragen.
Grundsätzlich muss jeder einzutragende Vorname gemäß der Verordnung über die Einzelheiten der Standesamtakten der in Polen üblichen Rechtschreibnorm entsprechen. Dies bedeutet insbesondere, dass Vornamen mit den im polnischen Alphabet traditionell nicht vorhandenen Buchstaben Q, V und X nicht eingetragen, bzw. in der Rechtschreibung entsprechend polonisiert werden. So wird aus Kevin der Vorname Kewin und aus Roxana der Vorname Roksana. Auch sonstige vom Polnischen abweichende Schreibweisen werden entsprechend der Aussprache angeglichen. Aus Jessica wird Dżesika und aus Brian wird Brajan. Eine gesetzlich verankerte Liste der eintragungsfähigen Vornamen besteht nicht, allerdings wird von den Standesämtern in Zweifelsfällen üblicherweise die Liste des Rates der Polnischen Sprache als Referenz verwendet.
Da die gesetzlichen Bestimmungen nur die Eintragung, jedoch nicht die Führung der Vornamen betreffen, kann es vorkommen, dass polnische Bürger Namen tragen, die nicht den obigen Regelungen entsprechen. Dies kann sich beispielsweise durch die Geburt im Ausland oder eine Einbürgerung ergeben. Ferner besteht die Einschränkung auf höchstens zwei Vornamen erst seit 1952 und die davor geborenen Personen können weiterhin auch drei oder mehr Vornamen tragen.

### Ostasien (China, Korea, Vietnam)
In China, Korea, Vietnam und anderen ostasiatischen Staaten (außer Japan) haben Vornamen eine andere Funktion. Sie identifizieren ihren Träger weit mehr als in Europa, was dort notwendig ist, da sich die Bevölkerung in diesen Ländern nur wenige Familiennamen teilt. Der Vorname kann beliebig aus einem oder zwei Morphemen der Sprache gebildet werden, die klassisch jeweils als chinesische Schriftzeichen geschrieben werden. Es besteht also eine fast unbeschränkte Anzahl an zulässigen Eigennamen. In vielen Familien wird ein Morphem des Vornamens identisch an alle Nachkommen derselben Generation vergeben (Generationenname).
Anders als bei europäischen Vornamen gibt es keine festgelegte Zuordnung von Eigennamen zum Geschlecht des Trägers (bis auf Modewellen, die gewisse Eigennamen gehäuft auftreten lassen und manchmal ein bestimmtes Geschlecht des Trägers vermuten lassen). Die Bezeichnung „Vorname“ für die ostasiatischen Eigennamen ist irreführend, da sie in Ostasien durchweg hinter den Familiennamen gestellt werden. Auch die Bezeichnung „Rufname“ ist unpassend, da der Eigenname in Ostasien (außer im engsten Familienkreis) fast nie zur Anrede verwendet wird. Zur formalen Anrede wird entweder der vollständige Name gebraucht oder der Familienname, ggf. ergänzt durch eine Funktionsbezeichnung (zum Beispiel „Kollege“). Im Freundeskreis werden meistens der Familienname mit dem Zusatz „ehrwürdiger/junger“ zur Anrede verwendet oder aber Spitznamen, und unter Verwandten ist die Anrede mit dem Verwandtschaftsgrad üblich, wofür es sprachlich differenziertere Begriffe als in Europa gibt (zum Beispiel chinesisch 妹妹 mèimèi = ‚jüngere Schwester‘, 大伯 dàbó = ‚älterer Bruder des Vaters‘ etc.).